# Ruaidhrí
Ruaidhrí  è un nome proprio di persona irlandese maschile.

## Varianti
- Maschili: Ruaidrí[1], Ruairí[1]
  - Forme anglicizzate: Rory[1], Rorie[1]

### Varianti in altre lingue
- Scozzese: Ruairidh[1], Ruaraidh[1], Ruaridh[1], Ruairi[1]
  - Forme anglicizzate: Rory[1], Rorie[1]

## Origine e diffusione
È composto dai termini irlandesi ruadhh ("rosso", da cui anche Ruadh e Radha) e rí ("re"), e significa quindi "re rosso"; viene talvolta ricollegato al nome Rodrigo.
Va notato che la forma anglicizzata Rory, quando usata al femminile, costituisce un ipocoristico di nome quali Gloria, Victoria, Lorelei e Caroline.

## Onomastico
Il nome è adespota, cioè non è portato da alcun santo. L'onomastico ricade pertanto il 1º novembre, giorno di Ognissanti.

## Persone

### Variante Rory
- Rory Allen, calciatore britannico
- Rory Best, rugbista britannico
- Rory Bremner, comico britannico
- Rory Byrne, ingegnere sudafricano
- Rory Calhoun, attore statunitense
- Rory Cochrane, attore statunitense
- Rory Culkin, attore statunitense
- Rory Delap, calciatore irlandese

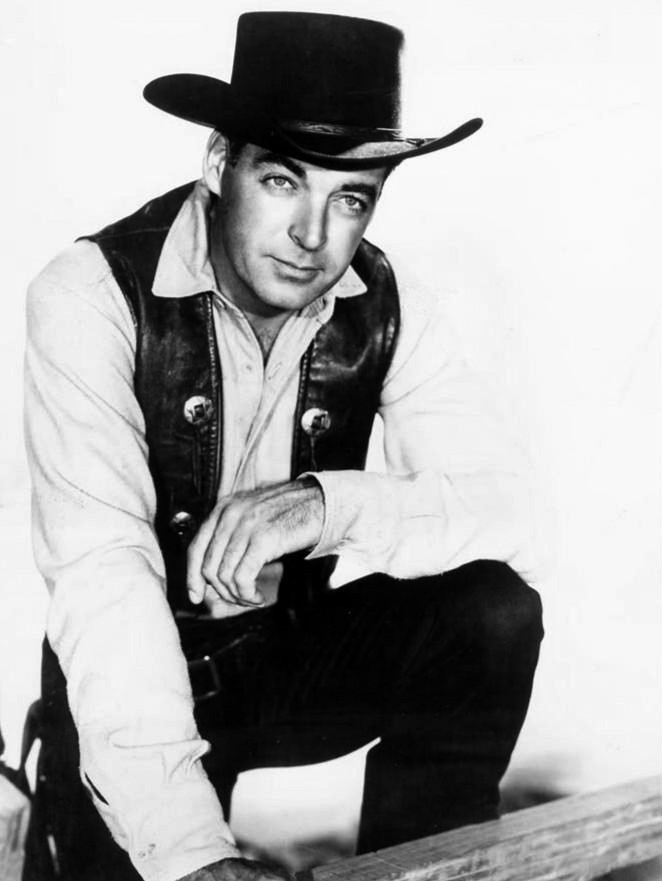
Rory Calhoun

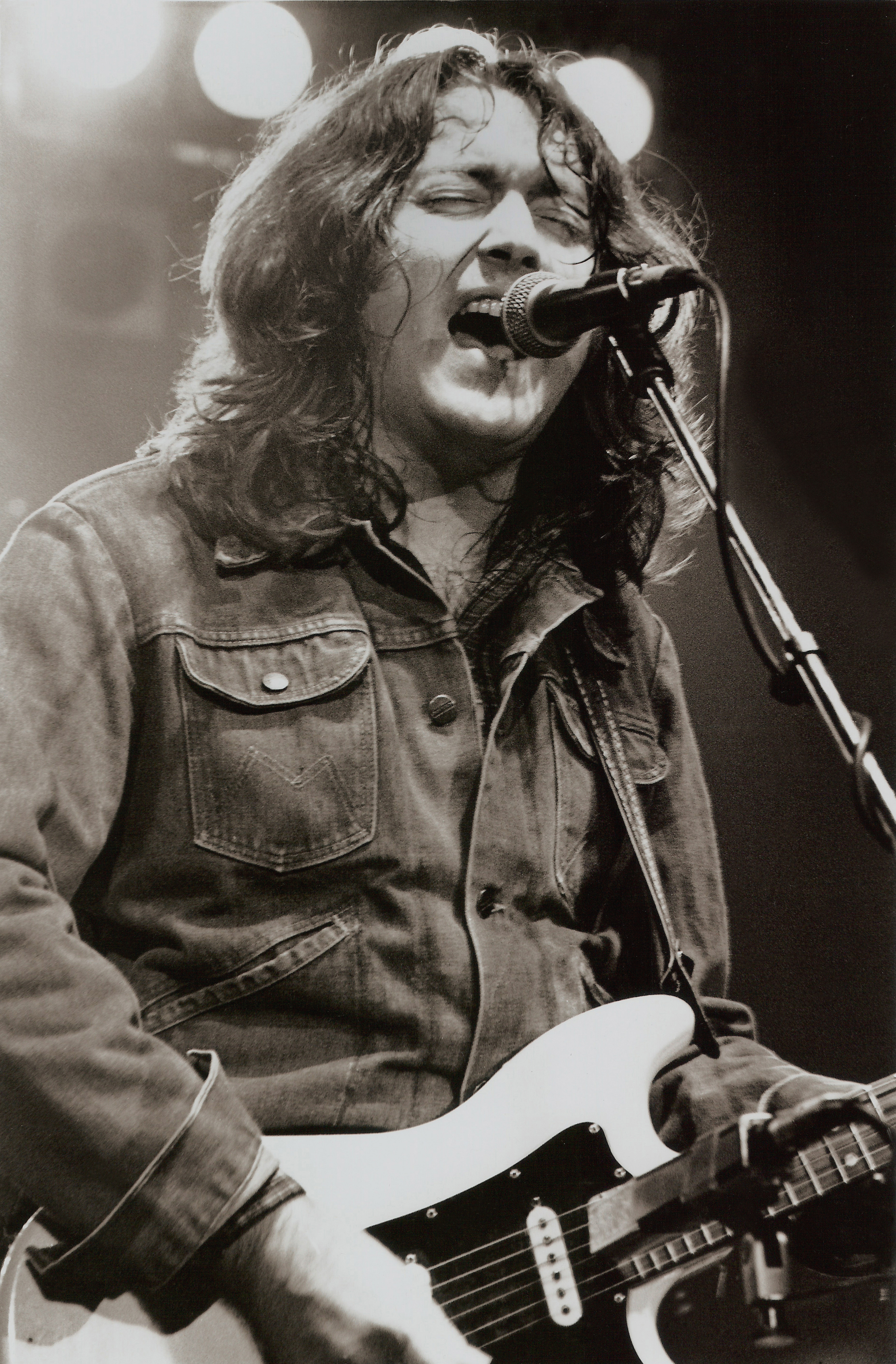
Rory Gallagher

- Rory Donnelly, calciatore nordirlandese
- Rory Fallon, calciatore neozelandese
- Rory Gallagher, chitarrista e cantante irlandese
- Rory Kinnear, attore britannico
- Rory Lamont, rugbista a 15 britannico
- Rory MacDonald, artista marziale misto canadese
- Rory MacLean, scrittore canadese
- Rory McArdle, calciatore britannico
- Rory McCann, attore scozzese
- Rory McIlroy, golfista nordirlandese
- Rory Patterson, calciatore britannico
- Rory Sparrow, cestista statunitense
- Rory Underwood, rugbista a 15 britannico
- Rory White, cestista e allenatore di pallacanestro statunitense

### Altre varianti
- Ruaidri mac Tairrdelbach Ua Conchobair, re del Connacht e re supremo d'Irlanda
- Ruairi Quinn, politico irlandese
- Rúaidhrí Conroy, attore irlandese

## Il nome nelle arti
- Ruairidh Mhór è un personaggio del film del 1945 So dove vado, diretto da Michael Powell ed Emeric Pressburger.
- Rory O'More è un personaggio dell'omonimo cortometraggio del 1911, diretto da Sidney Olcott e Robert G. Vignola.
- Rory Williams è un personaggio della serie televisiva Doctor Who.